# Nokia Cseries
Die Nokia Cseries war eine Reihe von primär auf Interessen und Ansprüche des Massenmarktes ausgerichteten Mobiltelefonen des Mobiltelefon-Herstellers Nokia. Die C-Serie stellt somit ein Gegenpart zur Nseries, Eseries und der Xseries dar. Das erste Modell dieser Serie, das Nokia C5, wurde am 2. März 2010 auf der CeBit 2010 von Nokia präsentiert.

## Nokia C1
Das Nokia C1 ist ein Mobiltelefon, das sich hauptsächlich an Leute richtet, die telefonieren und SMS schreiben wollen. Es bietet die übliche C-Serien-Ausstattung: Dualband-GSM, microSD-Slot, 3,5 mm Kopfhörerbuchse, Bluetooth 2.0 und ein 4,6 cm/1,8"-Farbdisplay mit 128 × 160 Pixeln.

### Nokia C1-01
Das Mobiltelefon Nokia C1-01 bietet eine VGA-Kamera mit Videofunktion und ein Stereo-UKW-Radio. Der microSD-Steckplatz kann Speicherkarten bis zu 32 GB aufnehmen. Weiterhin sind eine Freisprechfunktion, Vibrationsalarm, Musik-Player, MMS, SMS, T9 Worterkennung, GPRS Klasse 12 und WAP vorhanden. Der interne Speicher für Nutzerdaten ist 64 MB groß; der Li-Ion-Akku mit 800 mAh Kapazität erlaubt bis zu 10,5 Gesprächszeit und eine Stand-by-Zeit bis zu 504 Stunden. Die Abmessungen (B × H × T) betragen 45 × 108 × 14 mm und das Gewicht 78,8 g. Das Gerät ist seit September 2011 im 40€-Preissegment erhältlich.

### Nokia C1-02

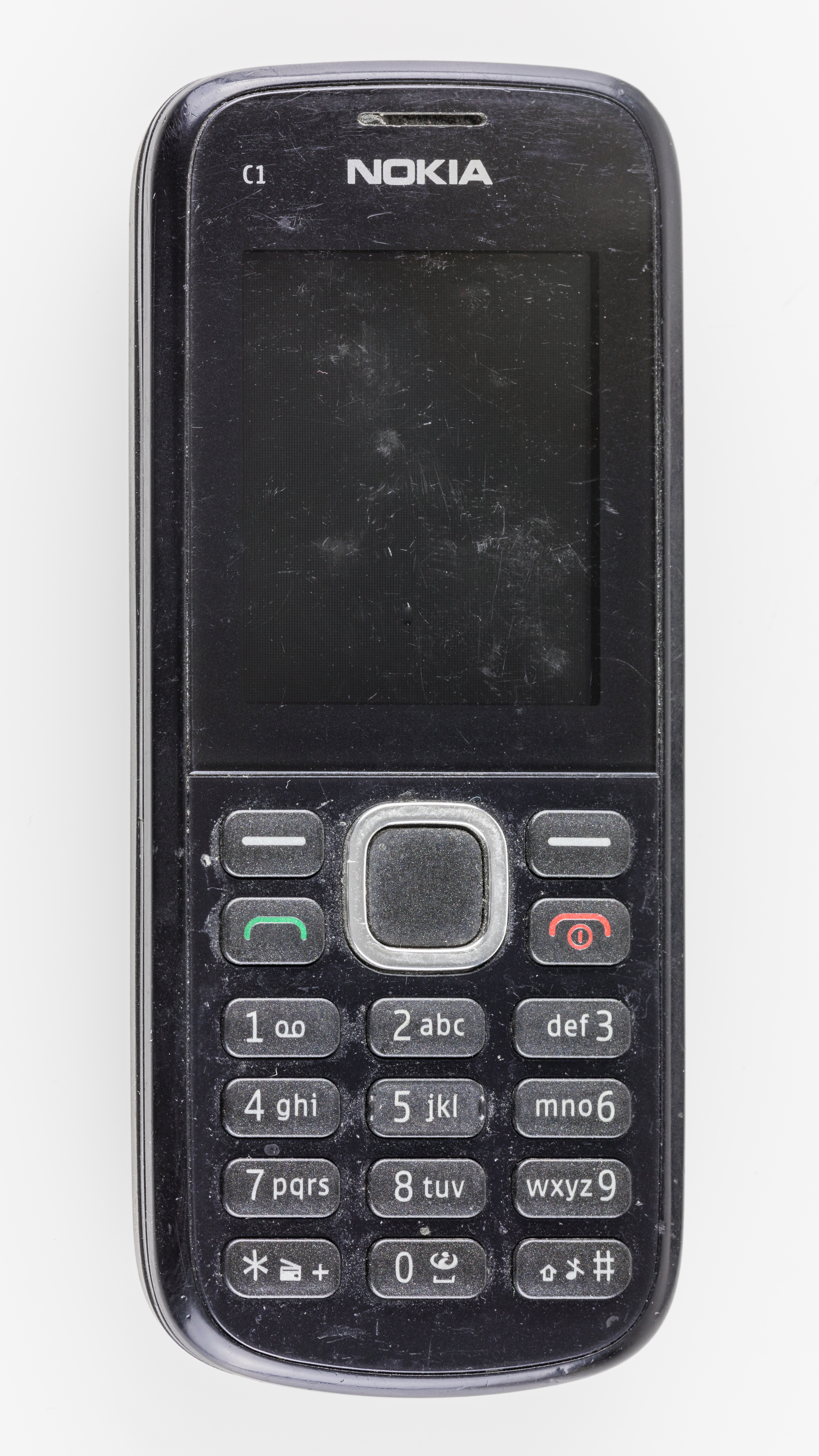
Nokia C1-02

Das Nokia C1-02 besitzt gegenüber dem C1-01 keine Kamera und bietet damit keine Foto- oder Filmfunktion an. Ansonsten besitzt es die gleichen Ausstattungsmerkmale wie das C1-01.

## Nokia C2

### Nokia C2-00
Das Nokia C2-00 richtet sich an Menschen, die lediglich telefonieren und SMS schreiben wollen. Das Gerät verfügt mit einem 1,8"-Display mit 128 × 160 Pixeln Auflösung, einer VGA-Kamera und der Empfangsmöglichkeit von Dualband-GSM (GSM 900/1800) nur über eine Grundausstattung. Ansonsten bietet es mit Bluetooth 2.0, Micro-USB-Anschluss, einem 3,5 mm Klinkenstecker für Kopfhörer und Headsets sowie einem Karten-Slot für microSD die übliche Standard-Ausstattung der C-Serie. Die große Besonderheit dieses Modells ist, dass gleichzeitig zwei SIM-Karten verwendet werden können. Bei Abmessungen von 108 × 45 × 14,65 mm und 74 g Gewicht erreicht das C2-00 mit einem Akku mit 1020 mAh Kapazität Standbyzeiten bis zu 396 Stunden und Gesprächszeiten bis zu 4 h.

### Nokia C2-01
Das Nokia C2-01 ist die erweiterte Version des Nokia C2-00. Erweitert wurden das Display (2" mit 240 × 320 Pixeln Auflösung), die Kamera (3,2 Megapixel ohne Blitz) sowie die Empfangsmöglichkeiten (UMTS). Das Quadband-GSM-(GSM 850/900/1800/1900) und Triband-WCDMA-(900/1900/2100)-Gerät besitzt neben dem integrierten Nokia-Browser auch ein vorinstalliertes Opera Mini. Die Grundausstattung umfasst mit einem Media Player, Java-Spielen, Bluetooth 2.1, Micro-USB-Anschluss, einem 3,5 mm Klinkenstecker für Kopfhörer und Headsets sowie einem Karten-Slot für microSD die übliche Standard-Ausstattung der C-Serie. Bei Abmessungen von 109,8 × 46,9 × 15,3 mm und 89 g Gewicht erreicht das C2-01 mit einem Akku mit 1020 mAh Kapazität Standbyzeiten bis zu 430 (GSM) bzw. 450 Stunden (WCDMA/UMTS) und Gesprächszeiten bis 8,75 h (GSM) bzw. 4,5 h (WCDMA/UMTS).

### Nokia C2-02
Das Nokia C2-02 ist ein Slidertelefon mit Dualband GSM (je nach Region 900/1800 oder 850/1900). Das Gerät besitzt ein „Touch and Type“-Benutzerinterface mit einer Zahlentastatur und einem 2,6-Zoll-Touchscreen (240 × 320 Pixel) sowie eine integrierte Kamera mit einer Auflösung von 2 Megapixeln. Der Speicher kann mit Micro-SD-Karten um bis zu 32 GB erweitert werden. Der Nokia Browser unterstützt Flash Lite 3.0. Weiterhin sind Bluetooth 2.1 mit EDR, ein Micro-USB-Anschluss mit USB 2.0 und eine 3,5-mm-Klinkenbuchse für Kopfhörer und Headsets vorhanden. Bei Abmessungen von 103 × 51,4 × 17 mm und 115 g Gewicht erreicht das C2-02 mit einem Akku mit 1020 mAh Kapazität Standbyzeiten bis zu 600 Stunden und Gesprächszeiten bis 5 h.

### Nokia C2-03
Das Nokia C2-03 ist ein Slidertelefon mit Dualband-GSM (je nach Region 900/1800 oder 850/1900) und der Möglichkeit, zwei SIM-Karten parallel zu betreiben. Das Gerät besitzt ein „Touch and Type“-Benutzerinterface mit einer Zahlentastatur und einem 2,6-Zoll-Touchscreen (240 × 320 Pixel). Die integrierte Kamera liefert Bilder mit einer Auflösung von 2 Megapixeln. Der Speicher kann mit Micro-SD-Karten um bis zu 32 GB erweitert werden. Der Nokia Browser unterstützt Flash Lite 3.0. Weiterhin sind Bluetooth 2.1 mit EDR, ein Micro-USB-Anschluss mit USB 2.0 und eine 3,5-mm-Klinkenbuchse für Kopfhörer und Headsets vorhanden. Bei Abmessungen von 103 × 51,4 × 17 mm und 117 g Gewicht erreicht das C2-03 mit einem Akku mit 1020 mAh Kapazität Standbyzeiten bis zu 400 und Gesprächszeiten bis zu fünf Stunden.

### Nokia C2-05
Das Nokia C2-05 ist ein Slidertelefon mit Dualband-GSM (je nach Region 900/1800 oder 850/1900). Das Gerät besitzt eine aufschiebbare Zahlentastatur und ein 2-Zoll-Display (240 × 320 Pixel). Die integrierte Kamera liefert Bilder lediglich in VGA-Auflösung (640 × 480 Pixel). Der Speicher kann mit Micro-SD-Karten um bis zu 32 GB erweitert werden. Der Nokia Browser unterstützt Flash Lite 3.0. Weiterhin sind Bluetooth 2.1 mit EDR, ein Micro-USB-Anschluss mit USB 2.0 und eine 3,5-mm-Klinkenbuchse für Kopfhörer und Headsets vorhanden. Bei Abmessungen von 99,4 × 47,8 × 16,3 mm und 98,5 g Gewicht erreicht das C2-05 mit einem Akku mit 860 mAh Kapazität Standbyzeiten bis zu 600 Stunden und Gesprächszeiten bis 5 h.

### Nokia C2-06
Das Nokia C2-06 ist ein optisch dem C2-05 sehr ähnliches Slidertelefon mit Dualband-GSM (900/1800 MHz) und zwei SIM-Kartenslots. Das Gerät besitzt ebenfalls eine aufschiebbare Zahlentastatur und ein etwas größeres 2,6-Zoll-Touchscreen-Display (240 × 320 Pixel). Die integrierte Kamera wurde verbessert und liefert Bilder in 2-Megapixel-Auflösung (1600 × 1200 Pixel). Der Speicher kann mit Micro-SD-Karten um bis zu 32 GB erweitert werden. Der Nokia Browser unterstützt Flash Lite 3.0. Weiterhin sind Bluetooth 2.1 mit EDR, ein Micro-USB-Anschluss mit USB 2.0 und eine 3,5-mm-Klinkenbuchse für Kopfhörer und Headsets vorhanden. Bei Abmessungen von 103 × 51,4 × 17 mm und 118 g Gewicht erreicht das C2-06 mit einem Akku mit 1020 mAh Kapazität Standbyzeiten bis zu 400 und Gesprächszeiten bis zu fünf Stunden.

## Nokia C3

### Nokia C3-00
Das Nokia C3-00 wurde am 13. April 2010 vorgestellt. Das Quadband-GSM-Gerät kann mittels EDGE, WLAN nach IEEE 802.11b/g und Bluetooth 2.1 externe Verbindungen aufbauen. Als Benutzeroberfläche kommt S40 zum Einsatz. Die Abmessungen betragen 115,5 mm × 58,1 mm × 13,6 mm und es wiegt inklusive Akku 114 g. Im Stand-By-Betrieb kommt die Akkulaufzeit auf bis zu 20 Tage, die Gesprächszeit beträgt maximal 7 Stunden. Das 2,4 Zoll große QVGA-Display zeigt maximal 262.000 Farben an. Der 55 MB große interne Speicher lässt sich mittels microSD-Karten um maximal 8 GB erweitern. Zusätzlich verfügt das C3-00 über eine 2-Megapixel-Kamera mit vierfachem Digitalzoom, einen Media-Player, UKW-Radio und eine 3,5-mm-AV-Buchse. Das Handy kann Videos im WMV-Format abspielen.

### Nokia C3-01
Das Nokia C3-01, auch als Nokia C3 Touch and Type bezeichnet, ist ein Nokia-Series-40-Mobiltelefon in Barrenform, das sowohl über einen Touchscreen, als auch über eine Tastatur verfügt. Die Ausstattung des Quadband-Handys umfasst u. a. WLAN nach IEEE 802.11b/g/n, Bluetooth 2.1, HSDPA, eine 5-Megapixel-Kamera mit LED-Blitzlicht, das auch als Taschenlampe eingesetzt werden kann, ein UKW-Radio, einen microSD-Kartenschacht, sowie eine Micro-USB- und eine 3,5mm-Klinkenbuchse.
Die als Nokia C3i oder Nokia C3-01.5 bezeichnete Hardwareupgrade-Version unterscheidet sich vom ursprünglichen Nokia C3-01 durch einen schnelleren Prozessor (1 GHz statt 680 MHz) und mehr Speicher (256 MB ROM statt 128 MB ROM, 128 MB RAM statt 64 MB RAM).
Bei der luxuriösen, mit einer Goldbeschichtung versehenen Version Nokia C3-01 Gold Edition handelt es sich technisch stets um die Hardwareupgrade-Version C3-01.5.

## Nokia C5

### Nokia C5-00
Das Nokia C5-00 ist ein Mainstream-Handy, das über die Netzstandards Quadband-GSM, UMTS, GPRS Klasse B, EDGE Klasse A, HSDPA, WCDMA und HSUPA, sowie einen GPS-Empfänger verfügt. Als Betriebssystem kommt Symbian 9.3 mit der S60-UI zum Einsatz. Das Display verfügt über eine Diagonale von 2,2 Zoll und eine Auflösung von 320 × 240 Pixeln. Die integrierte Kamera kann Fotos in einer Auflösung von 2048 × 1536 Pixel (3 Megapixel) aufnehmen. Der 50 MB große interne Speicher kann mittels microSD-Karten um bis zu 16 GB erweitert werden. Als Besonderheit in dieser Geräteklasse ist der GPS-Empfänger anzusehen. Mit Nokia Maps (Nokia Karten) verfügt das Gerät über eine vollwertige Navigationssoftware für Automobilisten oder Fußgänger. Außerdem besitzt das C5-00 über Bluetooth und USB 2.0 sowie über eine 3,5 mm große Buchse für Headsets und Stereo-Kopfhörer. Das Gewicht beträgt 89,3 Gramm; die Stand-by- und Sprechzeiten betragen laut Hersteller 630/670 Stunden (GSM/UMTS) bzw. 7/11,5 Stunden.
Im 3. Quartal 2011 wurde die Variante C5-00 5MP des Gerätes mit 5 Megapixel-Kamera und 256 MB internem Speicher, der mit microSD-Karten um bis zu 32 GB ausgebaut werden kann, auf den Markt gebracht.

### Nokia C5-03
Das Nokia C5-03 ist ein Smartphone ohne Tastatur. Es unterstützt ebenso wie das verwandte Nokia C5-00 Quadband-GSM, UMTS, GPS, HSDPA und HSUPA mit identischen Spezifikationen sowie WLAN nach Standard 802.11b/g. Zusätzlich unterstützt es Bluetooth 2.1 mit EDR und USB 2.0. Weitere Anschlussmöglichkeiten sind der 2,5-mm-Standardladeanschluss von Nokia sowie eine 3,5 mm große Buchse für Headsets und Stereo-Kopfhörer. Die Bedienung erfolgt über den Touchscreen (Auflösung 360x640 Pixel; 3,2 Zoll Diagonale, entspricht 8,1 cm), drei Bedienungstasten sowie drei weitere Tasten an der Geräteseite. Die integrierte Kamera nimmt Bilder mit einer Auflösung von 5 Megapixel auf.
Das Smartphone basiert auf der S60-Software Version 5 und dem Betriebssystem Symbian OS 9.4. Des Weiteren ist diverse Software der Ovi-Reihe, unter anderem die Navigationssoftware Ovi-Maps, installiert und über den Ovi-Store erweiterbar.
Das Telefon wiegt mit Akku 93 Gramm. Laut Hersteller beträgt die Stand-By- bzw. Sprechzeit 25/24,5 Tage (GSM/UMTS) respektive 11,5/4,7 Stunden (GSM/UMTS). Es sollen außerdem 35 Stunden Musik- oder 7,5 Stunden Videowiedergabe möglich sein.

## Nokia C6

### Nokia C6-00

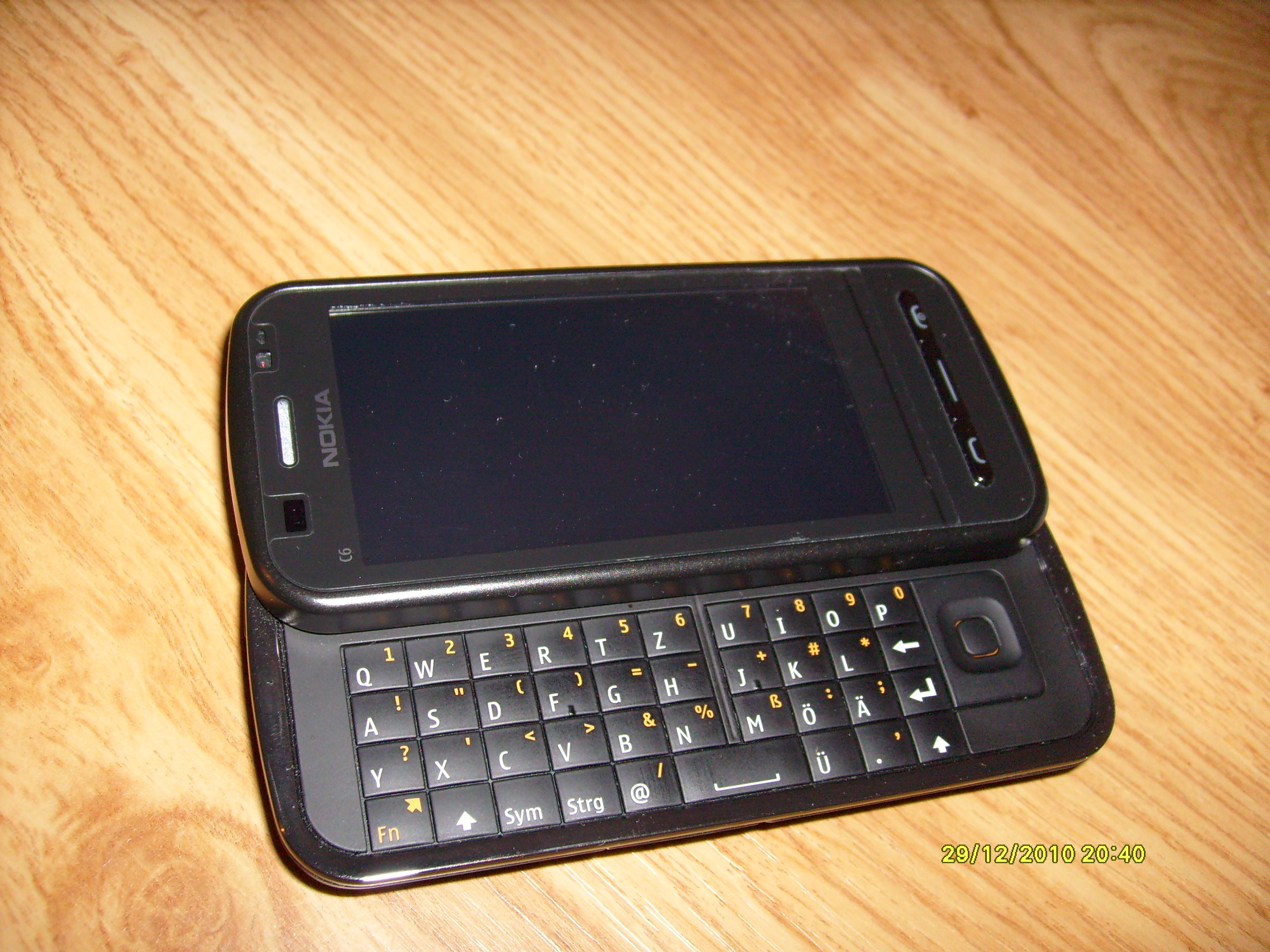
Nokia C6-00

Das Nokia C6 wurde am 14. April 2010 vorgestellt und verfügt über einen Touchscreen und eine vollständige QWERTZ-Tastatur. Es verfügt über Quadband-GSM mit EDGE, UMTS, WLAN und Bluetooth 2.0. Als Betriebssystem kommt Symbian OS S60 5th Edition zum Einsatz. Die Abmessungen betragen 113,4 mm × 53 mm × 16,8 mm und es wiegt dabei inklusive Akku 150 g. Im Stand-By-Betrieb kommt die Akkulaufzeit auf bis zu 16 Tage, die Gesprächszeit beträgt maximal 7 Stunden im GSM-Netz und 5 Stunden im UMTS-Netz. Das 3,2 Zoll große Display zeigt bei einer Auflösung von 640 × 360 Pixel 16 Mio. Farben an. Der 200 MB große interne Speicher lässt sich mittels microSD-Karten um maximal 16 GB erweitern. Zusätzlich verfügt das C6 über eine 5-Megapixel-Kamera, eine zweite Digitalkamera für Videofonie, einen Media-Player, UKW-Radio, A-GPS und eine 3,5-mm-AV-Buchse.

### Nokia C6-01
Das am 14. September 2010 vorgestellte Nokia C6-01 verfügt über eine integrierte Kamera mit 8 Megapixel (gegenüber 5 bei seinem Vorgänger). Das AMOLED-Display mit einer Auflösung von 640 × 360 Pixeln ist mit kapazitivem Touchscreen ausgestattet, das integrierte WLAN-Modul beherrscht zusätzlich den n-Standard. Auffälligster Unterschied zum Vorgänger Nokia C6-00 ist die fehlende QWERTZ-Tastatur. Das Nokia C6-01 operiert mit Symbian^3 als Betriebssystem.

## Nokia C7

### Nokia C7-00
Das Nokia C7 ist ein Smartphone mit kapazitivem Touchscreen, das von Nokia am 14. September 2010 in London präsentiert wurde. Dieses Modell verfügt als erstes in der C-Serie über ein AMOLED-Display. Der interne Speicher ist 8 GB groß und kann durch microSD-Karten um bis zu 32 GB erweitert werden. Dieses Modell gehört zu den ersten Modellen, die über das Betriebssystem Symbian^3 verfügen. Die Schnittstellen entsprechen bis auf den UKW-Sender und dem HSDPA mit 10.2 Mbit/s dem Nokia C6-01. Das Gerät ist außerdem für die Funktechnik NFC vorbereitet; die Freischaltung mit der Symbian^3 Version „Anna“ ist am 18. August 2011 erschienen.